# Marco Mécio Mêmio Fúrio Babúrio Ceciliano Plácido
Marco Mécio Mêmio Fúrio Babúrio Ceciliano Plácido (em latim: Marcus Maecius Memmius Furius Baburius Caecilianus Placidus) foi um oficial romano do século IV, ativo no reinado dos imperadores Constantino (r. 306–337), Constantino II (r. 337–340), Constante I (r. 337–350) e Constâncio II (r. 337–361).

## Vida

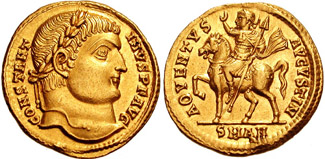
Soldo de Constantino r.

Talvez descendia de Caio Mêmio Ceciliano Plácido e talvez era parente de Fúrio Mécio Graco. Era patrono de Putéolos. Sua carreira aparece numa inscrição: foi pontífice maior, áugure público de quirites, quindecênviro dos fatos sagrados (todos os sacerdócios foram ocupados em data incerta, mas não precisa ser no começo da carreira), corretor de Venécia e Ístria (talvez sob Constantino), prefeito da anona da cidade sagrada de direito ao gládio (337/350), conde da primeira ordem (talvez sob Constante I), conde do Oriente, Egito e Mesopotâmia e juiz representante do imperador (ca. 340/1), juiz das delegações sagradas (nomeação extraordinária, com contexto incerto), prefeito pretoriano da Itália (342–344) e cônsul anterior com Rômulo (343). Segundo o Cronógrafo de 354, foi prefeito urbano de Roma entre 26 de dezembro de 346 e 12 de junho de 347.